# Dąbrówka Bytowska
Dąbrówka Bytowska – nieczynny przystanek osobowy w Dąbrówce, w powiecie bytowskim, w województwie pomorskim, w Polsce.